# Justin Eleveld
Justin Eleveld (* 26. Mai 1992 in Enschede) ist ein ehemaliger niederländischer Tennisspieler. Als Junior gewann er 2010 den Doppeltitel bei den Australian Open.

## Karriere
Eleveld spielte bis 2010 auf der ITF Junior Tour. Sein bestes Ergebnis bei Grand-Slam-Turnieren war im Einzel zweimal das Erreichen des Achtelfinals – 2009 bei den Australian Open und 2010 in Wimbledon. Der größte Erfolg im Einzel war aber der Einzug ins Halbfinale des Orange Bowl. Anfang 2010 gewann er mit seinem Landsmann Jannick Lupescu den Titel in der Doppelkonkurrenz der Australian Open, was sein einziger Titel im Doppel blieb. In der Jugend-Rangliste erreichte er mit Rang 24 seine höchste Notierung.
Bei den Profis spielte Eleveld ab 2009 regelmäßiger Turniere der ITF Future Tour. Er war zunächst hauptsächlich im Einzel erfolgreich, wo er 2010 das Halbfinale eines Futures erreichte sowie 2009 die Qualifikation zum Challenger in Alphen schaffte. Das Jahr 2010 beendete er auch erstmals in den Top 1000 der Tennisweltrangliste; er stieg zudem auf sein Rekordhoch von Rang 828. Bis Ende 2019 spielte er anschließend nur sporadisch einzelne Turniere, bevor er dann bis Anfang 2020 wieder an einigen Turnieren teilnahm. Im Einzel erreichte er zu dieser Zeit drei Halbfinals und im Doppel zog er das einzige Mal in ein Endspiel ein. Dennoch reichten die Ergebnisse nie für den Einzug in die Top 1000. 2018 spielte er für den amtierenden Meister in der 1. Tennis-Bundesliga. Das letzte Profiturnier spielte er im Januar 2020.